# Friedrich II. (Bar)

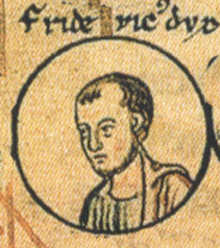

Friedrich II. († 1026) aus der Familie der Wigeriche war Graf von Bar und Herzog von Oberlothringen.

## Leben
Friedrich II. war der Sohn des Herzogs Dietrich I. († 1026/1027) und der Richilde von Blieskastel. 1019 machte sein Vater ihn zu seinem Mitregenten. Nach dem Tod des Kaisers Heinrich II. im Jahr 1024 erhob er sich mit Ernst II., Herzog von Schwaben gegen dessen Nachfolger Konrad II. Friedrich unterwarf sich dann aber und schloss die Ehe mit Konrads Schwägerin, Mathilde von Schwaben (* vermutlich 988, † 29. Juli 1031/1032), Tochter Herzog Hermanns II. von Schwaben und der Gerberga von Burgund, der Schwester der Kaiserin Gisela und Witwe des Herzogs Konrad I. von Kärnten.
Friedrich II. starb 1026 und damit vor seinem Vater; Mathilde heiratete in dritter Ehe Esiko, Graf von Ballenstedt, Graf im Schwabengau und im Gau Serimunt, † vermutlich 1059/1060.

## Nachkommen
Kinder von Friedrich und Mathilde waren:
- Sophia († 1093), als Witwe Gräfin von Mousson, in Amance, Bar und Saargemünd; ⚭ 1037 Ludwig von Mousson, Graf, castellanus von Mömpelgard, Altkirch und Pfirt (Haus Scarponnois)
- Friedrich III., Graf von Bar, Herzog von Oberlothringen (1027–1033)
- Beatrix († 1076), ⚭ I 1037 Bonifatius von Canossa, Markgraf von Tuscien († 1052) – die Eltern der Mathilde von Tuszien; ⚭ II 1054 Gottfried III. der Bärtige Herzog von Niederlothringen († 1069)